# Framheim
Framheim était le nom de la base de l'explorateur Roald Amundsen à la baie des Baleines sur la barrière de Ross en Antarctique durant sa tentative de conquête du Pôle Sud. La cabane fut construite par morceaux par un maître charpentier, montée chez Amundsen en Norvège puis démontée pour être embarquée sur le Fram à destination de l'Antarctique. Le nom signifie littéralement « maison de Fram ». C'est un des premiers exemples d'une structure préfabriquée. 